# Konstanty Kaiszauri
Konstanty Kaiszauri (gruz. კოტე კაიშაური; ur. 25 października 1952) – gruziński szachista, były reprezentant Szwecji, mistrz międzynarodowy od 1977 roku.

## Kariera szachowa
Pod koniec lat 60. XX wieku należał do czołówki polskich juniorów. W 1968 r. zdobył w Nowej Hucie brązowy medal mistrzostw Polski juniorów do 20 lat. Dwukrotnie zdobył medale drużynowych mistrzostw Polski: złoty (Wrocław 1969) i srebrny (Poznań 1968), oba w barwach klubu "Legion" Warszawa. W 1970 r. zwyciężył w międzynarodowym turnieju juniorów, który rozegrany został w Warszawie (wyprzedzając m.in. Rainera Knaaka, Zbigniewa Szymczaka i Aleksandra Sznapika). W tym samym roku wyemigrował do Szwecji oraz zdobył tytuł mistrza tego kraju juniorów. W 1971 r. wystąpił na mistrzostwach świata (w Atenach) oraz Europy (w Groningen, 1971/72) juniorów do 20 lat, znaczący sukces odnosząc w Holandii, gdzie zajął IV miejsce (za Gyulą Saxem, René Borngässerem i Petyrem Welikowem). Wkrótce awansował do ścisłej czołówki szwedzkich szachistów, pomiędzy 1974 a 1979 r. pięciokrotnie startując w finałach indywidualnych mistrzostw tego kraju. Największy sukces w tych rozgrywkach odniósł w 1977 r. w Sztokholmie, gdzie zdobył brązowy medal. W 1978 r. reprezentował Szwecję na olimpiadzie w Buenos Aires, natomiast w 1980 r. – na drużynowych mistrzostwach Europy, rozegranych w Skarze.
Odniósł kilka sukcesów w turniejach międzynarodowych, m.in. dwukrotnie w turniejach Rilton Cup w Sztokholmie (1975/76 – dz. I m. wspólnie z Börje Janssonem oraz 1979/80 – I m.), jak również w Bad Meinbergu (1975, II m. za Heinzem Wirthensohnem) oraz w Eksjö (1981, dz. III m. za Axelem Ornsteinem i Ljubenem Spasowem, wspólnie z Josefem Nunem).
Najwyższy ranking w karierze osiągnął 1 stycznia 1978 r., z wynikiem 2410 punktów zajmował wówczas 4. miejsce wśród szwedzkich szachistów. 
Od połowy lat 80. znacznie ograniczył starty turniejowe, natomiast od 1994 r. nie brał udziału w żadnych zawodach klasyfikowanych przez Międzynarodową Federację Szachową.